# Mistrzostwa Europy w Lekkoatletyce 1954 – bieg na 200 m mężczyzn

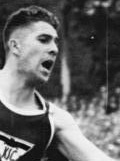
Heinz Fütterer

Bieg na dystansie 200 metrów mężczyzn był jedną z konkurencji rozgrywanych podczas V Mistrzostw Europy w Bernie. Biegi eliminacyjne i półfinałowe zostały rozegrane 28 sierpnia, a bieg finałowy 26 sierpnia 1954 roku. Zwycięzcą tej konkurencji został reprezentant RFN Heinz Fütterer. W rywalizacji wzięło udział trzydziestu zawodników z osiemnastu reprezentacji.

## Rekordy
| Rekord świata     | Andy Stanfield (USA)     | 20,6 | Filadelfia, Stany Zjednoczone | 26.05.1951 |
| Rekord Europy     | William Applegarth (GBR) | 21,2 | Londyn, Wielka Brytania       | 04.07.1914 |
| Rekord Europy     | Helmut Körnig (GER)      | 20,9 | Berlin, Niemcy                | 19.08.1928 |
| Rekord mistrzostw | Martinus Osendarp (NED)  | 21,2 | Paryż, Francja                | 04.09.1938 |

## Wyniki

### Eliminacje
Bieg 1
| Miejsce | Zawodnik           | Czas | Uwagi |
| ------- | ------------------ | ---- | ----- |
| 1       | George Ellis       | 21,3 | Q     |
| 2       | Jan Carlsson       | 21,3 | Q     |
| 3       | Zdobysław Stawczyk | 21,5 |       |
| 4       | Gert Lemmes        | 22,0 |       |
| 5       | Todori Yordanidis  | 22,5 |       |

Bieg 2
| Miejsce | Zawodnik          | Czas | Uwagi |
| ------- | ----------------- | ---- | ----- |
| 1       | Ardalion Ignatjew | 21,5 | Q     |
| 2       | Ilarie Magdas     | 21,9 | Q     |
| 3       | Kaj Månsson       | 21,9 |       |
| 4       | Angeł Gawriłow    | 22,3 |       |
| 5       | Kurt Heidrich     | 22,5 |       |
| –       | Leonhard Pohl     | DQ   |       |

Bieg 3
| Miejsce | Zawodnik          | Czas | Uwagi |
| ------- | ----------------- | ---- | ----- |
| 1       | Heinz Fütterer    | 21,4 | Q     |
| 2       | Aad van Hardeveld | 21,6 | Q     |
| 3       | Carlos Germonprez | 22,0 |       |
| 4       | Josef Wimmer      | 22,1 |       |

Bieg 4
| Miejsce | Zawodnik             | Czas | Uwagi |
| ------- | -------------------- | ---- | ----- |
| 1       | Brian Shenton        | 21,6 | Q     |
| 2       | Jurij Konowałow      | 21,8 | Q     |
| 3       | Angeł Kolew          | 21,9 |       |
| 4       | Nikolaos Georgopulos | 22,2 |       |
| 5       | Daniel Meneux        | 22,3 |       |
| 6       | Muzaffer Selvi       | 22,5 |       |

Bieg 5
| Miejsce | Zawodnik           | Czas | Uwagi |
| ------- | ------------------ | ---- | ----- |
| 1       | Ásmundur Bjarnason | 21,7 | Q     |
| 2       | Václav Janeček     | 21,7 | Q     |
| 3       | József Senkei      | 22,0 |       |
| 4       | Jacques Vercruysse | 22,0 |       |
| 5       | Pierre Coelembier  | 22,1 |       |
| 6       | Willy Eichenberger | 22,4 |       |

Bieg 6
| Miejsce | Zawodnik            | Czas | Uwagi |
| ------- | ------------------- | ---- | ----- |
| 1       | Theo Saat           | 21,8 | Q     |
| 2       | Hans Wehrli         | 21,9 | Q     |
| 3       | Alexandru Stoenescu | 22,4 |       |

### Półfinały
Półfinał 1
| Miejsce | Zawodnik          | Czas | Uwagi |
| ------- | ----------------- | ---- | ----- |
| 1       | George Ellis      | 21,3 | Q     |
| 2       | Ardalion Ignatjew | 21,3 | Q     |
| 3       | Václav Janeček    | 21,4 | Q     |
| 4       | Aad van Hardeveld | 21,4 |       |
| 5       | Hans Wehrli       | 21,6 |       |
| 6       | Ilarie Magdas     | 21,8 |       |

Półfinał 2
| Miejsce | Zawodnik           | Czas | Uwagi |
| ------- | ------------------ | ---- | ----- |
| 1       | Heinz Fütterer     | 21,1 | Q CR  |
| 2       | Jan Carlsson       | 21,4 | Q     |
| 3       | Brian Shenton      | 21,4 | Q     |
| 4       | Ásmundur Bjarnason | 21,6 |       |
| 5       | Jurij Konowałow    | 21,7 |       |
| 6       | Theo Saat          | 22,1 |       |

### Finał
| Miejsce | Zawodnik          | Czas | Uwagi |
| ------- | ----------------- | ---- | ----- |
| 1       | Heinz Fütterer    | 20,9 | ER    |
| 2       | Ardalion Ignatjew | 21,1 | NR    |
| 3       | George Ellis      | 21,2 | NR    |
| 4       | Brian Shenton     | 21,3 |       |
| 5       | Jan Carlsson      | 21,5 |       |
| 6       | Václav Janeček    | 21,9 |       |